# Abraham Carel Wertheim

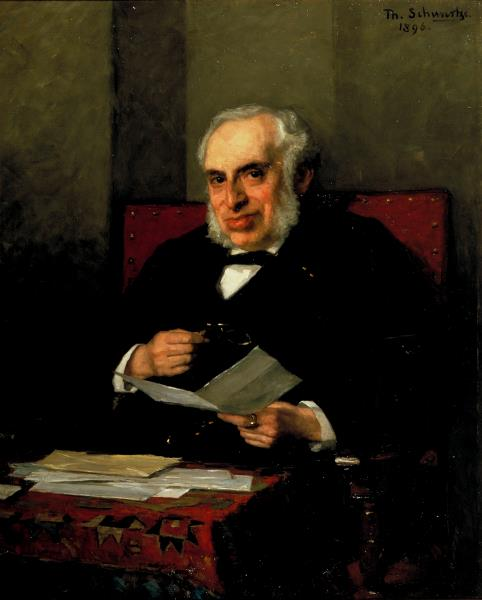
Abraham Care l Wertheim auf einem Gemälde von Therese Schwartze

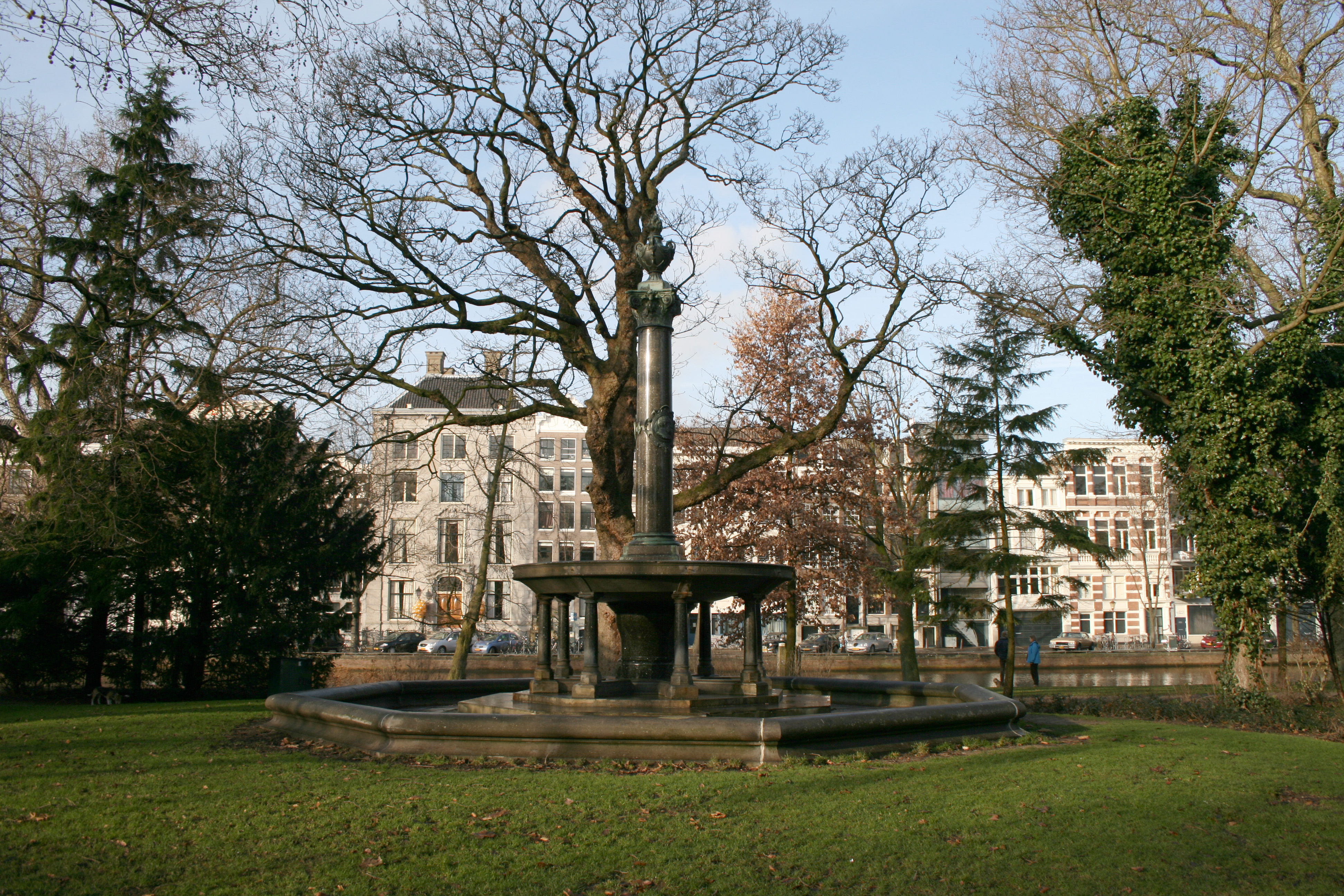
Abraham Carel Wertheim gewidmeter Brunnen im Wertheim-Park

Abraham Carel Wertheim, auch bekannt als A.C. Wertheim (geboren 12. Dezember 1832 in Amsterdam; gestorben 30. November 1897 ebenda) war ein niederländischer Bankier, Politiker und Philanthrop. Seine Ausbildung erhielt er in der Bank seines Onkels Johannes Wertheim, bei Wertheim & Gompertz. Anschließend wurde er Lehrling von Julius Königswärter, der ihn in die kulturellen Salons Amsterdams einführte.
Wertheim heiratete seine Cousine Rosalie Marie Wertheim, die Nichte von Johannes Wertheim, und wurde danach Partner bei Wertheim & Gompertz. Wertheim & Gompertz sowie weitere Firmen spielten eine große Rolle bei der Finanzierung des Baus der neuen Eisenbahnen in den USA.
Er war Schirmherr des Amateurdramas in Amsterdam und förderte die Entwicklung der (später Königlichen) Niederländischen Nationaltheatergesellschaft (Vereeniging Het Nederlandsch Tooneel), die bald die einzige große Theatergesellschaft in der Stadt war.
Nachdem am 20. Februar 1890 das Stadsschouwburg Amsterdam vollständig abbrannte, kümmerte sich Wertheim um einen schnellen Wiederaufbau des Theaters.
Wertheim war in einer Reihe jüdischer Organisationen und Präsident der Jüdischen Gemeinschaft von Amsterdam.
Er war Mitglied der Provinciale Staten der Provinz Nordholland von 1866 bis 1886 und ab 1886 bis zu seinem Tode war er Mitglied der Ersten Kammer der Generalstaaten. Des Weiteren war er Ritter des Orden vom Niederländischen Löwen und Freimaurer.
In Amsterdam ist der Wertheimpark nach ihm benannt, im Park befindet sich ein ihm gewidmeter Brunnen.
Wertheim hatte acht Kinder, drei starben im Kindesalter. Die Komponistin Rosy Wertheim und der Bildhauer Jobs Wertheim waren seine Enkelkinder.